# Buteo ventralis
Buteo ventralis е вид птица от семейство Ястребови (Accipitridae). Видът е почти застрашен от изчезване.

## Разпространение
Видът е разпространен в Аржентина и Чили.